# Любимовка (Муромцевский район)
Любимовка — деревня в Муромцевском районе Омской области России. Входит в состав Ушаковского сельского поселения .

## История
Основана в 1895 г. В 1928 году состояла из 71 хозяйства, основное население — русские. В составе Самохваловского сельсовета Муромцевского района Тарского округа Сибирского края.

## Население
| 1926 | 2010 |
| ---- | ---- |
| 405  | ↘14  |